# 윤원개
윤원개(尹元凱, 1493년 ~ 1535년)는 조선의 문신, 장례원사평과 관직자를 지냈으며 파산부원군 윤지임(尹之任)과 전성부대부인 전의 이씨의 장남으로 조선 전기의 문신을 지낸 윤사흔(尹士昕)의 현손자, 좌리공신과 형조판서, 영평군을 지낸 윤계겸(尹繼謙)의 증손자이며 내자시판관을 지낸 윤욱(尹頊)의 친손자이다. 본관은 파평이며 윤원량(尹元亮), 윤원필(尹元弼), 윤원로(尹元老), 윤원형(尹元衡)의 장형(長兄)이다. 문정왕후에게는 큰오빠가 된다. 관직자 이보(李俌)의 딸인 이씨와 결혼한 남편으로 윤기(尹紀) 윤강(尹綱)과 윤씨에게는 친아버지이다. 아버지 윤지임(尹之任)과 이보(李俌)과는 사돈지간이다. 셋째 동생 윤원로(尹元老)의 장남인 조선의 학자와 정치인 윤백원(尹百源)의 큰아버지이다.  훗날 1534년 아버지 윤지임(尹之任)이 사망한 다음으로 1535년에 사망하였다. 

## 가계
- 고조부 : 윤사흔(尹士昕, 1422년 ~ 1485년) - 조선 전기 문신.
- 고조모: 계림 김씨(鷄林 金氏)
- 증조부 : 윤계겸(尹繼謙, 1442년 ~ 1483년) - 좌리공신, 형조판서, 영평군.
- 증조모: 김해 김씨(金海 金氏) 김진손(金震孫)의 딸
  - 할아버지 : 윤욱(尹頊, 1459년 ~ 1485년) - 내자시판관
  - 할머니: 영일 정씨(延日 鄭氏) 감찰 정제(鄭濟)의 딸
    - 아버지 : 윤지임(尹之任, 1475년 ~ 1534년) - 파산부원군
    - 어머니 : 전성부대부인 전의 이씨(全城府夫人 全義李氏, 1475년 ~ 1511년)
      - 자신 : 윤원개(尹元凱, 1493년 ~ 1535년)- 장례원사평, 관직자
        - 아들 : 윤기(尹紀)- 수운판관
        - 아들 : 윤강(尹綱)- 참봉
        - 딸 : 윤씨, 구윤(具潤)의 처

      - 동생 : 윤원량(尹元亮, 1495년 ~ 1569년)-돈녕도정
        - 조카 : 윤소(尹紹, 1515년 - 1544년) - 생원, 군수
        - 조카 : 윤찬(尹纘)
        - 조카 : 윤치(尹緻)
        - 조카 : 숙빈 윤씨, 인종의 후궁

      - 동생 : 윤원필(尹元弼, 1496년 ~ 1547년) - 상의원정
        - 조카 : 윤윤(尹綸)- 군수
        - 조카 : 윤위(尹緯)- 군자정
        - 조카 : 윤회(尹繪)- 천안군수
        - 조카 : 윤집(尹緝)

      - 동생 : 윤원로(尹元老, ? ~ 1547년) - 돈녕도정
        - 조카 : 윤백원(尹百源, 1528 - 1589)- 사
        - 조카 : 윤천원(尹千源) - 감찰
        - 조카 : 윤만원(尹萬源) - 직장

      - 동생 : 문정왕후
      - 매제 : 중종
        - 외조카 : 명종

      - 동생: 윤원형(尹元衡, 1503년 ~ 1565년)
      - 제수 : 연안 김씨, 현감 김안수(金安遂)의 딸, 김안로(金安老)의 당질녀
      - 제수 : 정난정(鄭蘭貞, ? ~ 1565년 부총관 정윤겸의 서녀
        - 조카 : 윤설(尹紲)
        - 조카 : 윤효원(尹孝源)
          - 조카 : 윤혜(尹憓) - 무과, 군수

        - 조카 : 윤충원(尹忠源) - 현감
          - 종손 : 윤면(尹𢗔) - 생원

        - 조카 : 윤담연(尹覃淵)
        - 질서 : 이조민(李肇敏)
        - 질서 : 이귀남(李貴南)

  - 외할아버지 : 이덕숭(李德崇)
  - 외할머니 : 홍씨